# Ификрат
Ификрат (грч. Ιφικράτης; око 418. п. н. е. - око 353. п. н. е.) је био атински војсковођа.

## Биографија
Ификрат је остао упамћен по војним реформама које је спровео. Њима је измењена ратна опрема Атињана. Током Коринтског рата, Ификрат је однео победу у бици код Лехаја. Након Анталкидиног мира, Ификрат је једно време служио Сеуту, одриског краља. Године 378. п. н. е. послат је као појачање египатском фараону у његовој борби против Ахеменида, али је поражен од стране Фарнабаза. Потом се вратио у Атину где је учествовао у Беотијском рату. Спарта је пружила помоћ олигарсима на Коркири (Крф) који су покушали да оборе демократију. Атина је хтела да пошаље демократама Тимотеја у помоћ. Међутим, Тимотеј није могао да крене јер је баш у том тренутку оптужен пред судом. Због тога је за војсковођу изабран Ификрат. Коркирани су успели и без помоћи Атињана да савладају олигархе и њихове спартанске помоћнике. Мнасип, командант спартанских снага, убијен је у походу. Ификрат је стигао само да заплени сиракушке бродове који су дошли у помоћ олигарсима. Потом се пребацио у Акарнанију како би пружио помоћ атинским савезницима које су непријатељи стално узнемиравали. Међутим, акција у Акарнанији морала се прекинути због помањкања новца. Ификрат је био приморан да прода благо које је Дионисије послао као поклон пророчишту Делфи, а он заробио приликом боравка на Коркири. Учествовао је и у Савезничком рату који је завршен поразом Атине и распадом Другог атинског савеза. Умро је у Тракији око 353. године п. н. е. 